# Вернер Ланге
Вернер Ланге (нім. Werner Lange; 18 липня 1893, Альтенбург — 19 листопада 1965, Ойтін) — німецький військово-морський діяч, віце-адмірал крігсмаріне (1 квітня 1943), адмірал бундесмаріне. Кавалер Лицарського хреста Залізного хреста.

## Біографія
1 квітня 1912 року вступив на флот. Пройшов підготовку на важкому крейсері «Вінета» і в військово-морському училищі. Під час Першої світової війни служив на лінійному кораблі «Фрідріх Великий»; учасник битви в Скагерраку. 4 червня 1917 року переведений в підводний флот, командував підводними човнами UC-11 (5 квітня — 16 червня 1918) і UC-71 (29 вересня 1918 — 31 січня 1919).

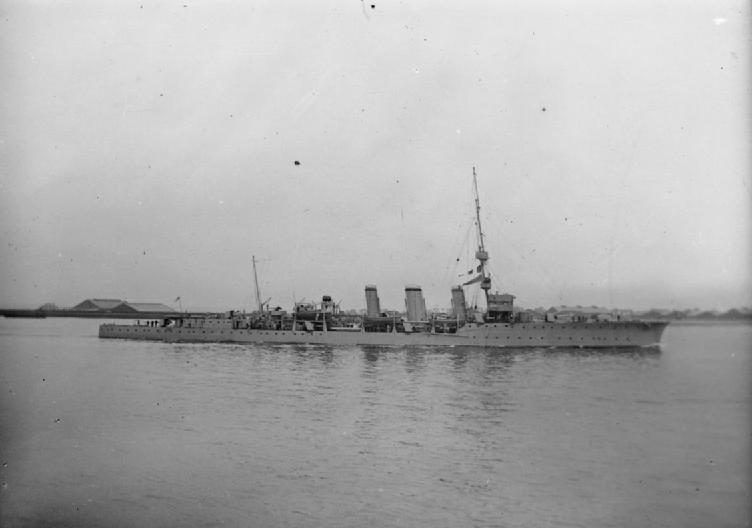
Крейсер «Завоювання».

13 червня 1918 року на міні, встановленій UC-11 2 червня, підірвався британський легкий крейсер «Завоювання» (4 219 брт). Від вибуху загинули 7 членів екіпажу. Крейсер отримав важкі пошкодження і перебував на ремонті до квітня 1919 року.
Після демобілізації армії залишений на флоті. У міжвоєнний період займав переважно штабні посади. З 29 вересня 1934 року — 1-й офіцер крейсера «Емден». 1 жовтня 1935 року переведений в Морське керівництво. 22 вересня 1936 року призначений військово-морським аташе в німецькому посольстві в Римі.
З 8 травня 1936 року — командир легкого крейсера «Емден». З 22 серпня 1940 року — начальник відділу (з 20 грудня 1940 року —  управлінської групи) підводного флоту ОКМ, займався питаннями будівництва та використання підводних човнів. 23 лютого 1943 року призначений командувачем-адміралом в Егейському морі. Успішно діяв проти флоту союзників в цьому регіоні. 28 листопада 1944 року посада була ліквідована, а сам Ланге призначений командувачем-адміралом на Західній Балтиці. 30 березня 1945 року замінений адміралом Г. Шубертом. 8 травня 1945 року заарештований британською владою. 30 листопада 1946 року звільнений.
Після закінчення війни служив у ВМС ФРН, займав пост начальника Військово-морського командування «Остзе».

## Звання
- Кадет (1 квітня 1912)
- Фенріх-цур-зее (12 квітня 1913)
- Лейтенант-цур-зее (22 березня 1915)
- Оберлейтенант-цур-зее (25 грудня 1917)
- Капітан-лейтенант (1 квітня 1922)
- Корветтен-капітан (1 липня 1930)
- Фрегаттен-капітан (1 жовтня 1935)
- Капітан-цур-зее (1 лютого 1937)
- Віце-адмірал (1 квітня 1943)

## Нагороди
- Залізний хрест
  - 2-го класу (15 травня 1916)
  - 1-го класу (1 лютого 1918)
- Орден дому Саксен-Ернестіне, лицарський хрест 2-го класу з мечами (20 травня 1916)
- Ганзейський Хрест (Гамбург; 20 квітня 1918)
- Медаль герцога Ернста 1-го класу з мечами (17 жовтня 1918)
- Нагрудний знак підводника (1918) (14 грудня 1918)
- Фландрійський хрест
- Почесний хрест ветерана війни з мечами (2 березня 1935)
- Медаль «За вислугу років у Вермахті» 4-го, 3-го, 2-го і 1-го класу (25 років; 1 квітня 1937)
- Орден Корони Італії, командорський хрест
- Орден Святих Маврикія та Лазаря, командорський хрест (Італія; 21 грудня 1937)
- Залізний хрест
  - 2-го класу (16 жовтня 1939)
  - 1-го класу (27 травня 1940)
- Нагрудний знак флоту (8 травня 1942)
- Німецький хрест в золоті (7 січня 1944)
- Лицарський хрест Залізного хреста (28 жовтня 1944)